# Каменный город (Нанкин)
Каменный город (кит. трад. 石頭城, упр. 石头城, пиньинь Shítóu Chéng, палл. Шитоу чэн) — руины древнего укреплённого города, расположенные в парке Цинлян (Qingliang) на территории современного китайского города Нанкин. От древнего города сохранилась лишь небольшая часть массивной каменной стены.
Город был сооружён в период Сражающихся царств и относился к царству Чу. Город расширился во времена Восточной династии Хань; в это время была сооружена стена длиной около 9 км по периметру.